# Iván Zlobin
Iván Serguéyevich Zlobin (en ruso: Иван Сергеевич Злобин; Tiumén, 7 de marzo de 1997) es un futbolista ruso que juega como portero en el Futebol Clube Famalicão de la Primeira Liga de Portugal.

## Trayectoria

### Comienzos
Nacido en Tiumén, Siberia, Zlobin comenzó a jugar en el FC Tiumén desde la edad de seis años. Después de impresionar en un torneo juvenil a los 12 años, fue abordado por la academia de fútbol Konoplyov, FC Lokomotiv Moscú y FC Krasnodar, y optó por la primera de ellas. Cuando Román Abramóvich retiró la financiación del centro con sede en Toliatti, Zlobin se trasladó al CSKA de Moscú. Aunque fue la segunda opción de Iliá Pomazún, ganó los cinco partidos de liga que jugó (concedió solo un gol) y derrotó al Bayern de Múnich en la Liga Juvenil de la UEFA. Las lesiones lo sacaron del juego a principios de 2015.
Zlobin se unió al club portugués União Desportiva de Leiria en octubre de 2015, a los 18 años. Fue uno de varios jugadores de Europa del Este transferidos al club por el agente e inversor Alexander Tolstikov.

### Sport Lisboa e Benfica
En enero de 2016, Zlobin fue cedido al Benfica, donde jugó en su equipo sub-19 antes de firmar un contrato indefinido de cinco años el 25 de junio de ese año. El 28 de noviembre, hizo su debut profesional con el equipo de reserva como titular en la derrota en casa por 1-0 ante la Fafe en la LigaPro. En su primera temporada, fue la segunda opción de André Ferreira, pero aún entrenaba con el primer equipo, donde el entrenador Rui Vitória lo comparó con Lev Yashin.
El 29 de enero de 2019, Zlobin fue llamado al banquillo para la victoria del Benfica en casa por 5-1 en la Primeira Liga sobre el Boavista, ya que el suplente habitual Mile Svilar estaba lesionado. Tres días después fue ascendido al equipo principal del club, junto con otros tres jugadores de reserva. Debutó con el primer equipo en un empate sin goles en casa ante el Vitória de Guimarães en la Copa de la Liga el 25 de septiembre.

### Futebol Clube Famalicão
Zlobin fichó por el Famalicão, otro club de la máxima categoría, el 22 de agosto de 2020, con un contrato de cinco años. Hizo su debut en la apertura de la temporada el 18 de septiembre, una derrota en casa por 5-1 ante su club anterior. El brasileño Luiz Júnior tomó entonces su lugar como portero titular.
El 26 de febrero de 2022, dos días después de la invasión rusa de Ucrania, Zlobin posó para fotografías en el Estadio Municipal 22 de Junio en Vila Nova de Famalicão con un hincha ucraniano y la bandera de Ucrania.